# Bulbophyllum hydrophilum
Bulbophyllum hydrophilum là một loài phong lan thuộc chi Bulbophyllum.